# La conversión de San Pablo en el camino a Damasco
La Conversión de San Pablo camino a Damasco  es una obra que el pintor Caravaggio recibe como encargo entre 1600 y 1601 para la capilla de Tiberio Cerasi en la iglesia de Santa María del Popolo, sin embargo, se coloca hasta 1605, dos años después de la muerte de Tiberio. La segunda versión de esta pintura es la que se encuentra actualmente expuesta. 

## Contexto Histórico
Caravaggio es entendido como el pintor del pueblo necesitado tanto económica como espiritualmente. Por medio de su arte se encuentra la revelación ante ciertos convencionalismos logrando la atracción por la persona o individuo sin importar su condición social. Manifestaba una gran empatía con las personas que no contaban con el privilegio material y escasos de fe. Caravaggio buscaba ante todo hacer del realismo su bandera, pues pensaba que representando de esta forma sus pinturas, lograría eliminar de cierta manera la indiferencia del espectador. Sus contemporáneos lo fueron conociendo como el “Anticristo de la pintura”.
Los movimientos pietistas que se presentaron en Roma a mitad del siglo XVI, sobre todo el de los filipenses cuyo representante era San Felipe Neri, forman parte del mundo de Caravaggio cuando regresa a esta ciudad teniendo un gran impacto en sus obras artísticas. El movimiento se caracterizaba por practicar una fe sencilla con una devoción que le concedía a cada individuo un contacto con Dios y sus misterios. Dentro de la doctrina cabía todo tipo de personas, desde los más pobres hasta los más ricos. Sin embargo, San Felipe Neri acerca la piedad religiosa a los fieles dotándola de humanidad. Transforma de igual manera la vida religiosa en Roma logrando que sea algo más íntimo y próximo.
La práctica religiosa del fiel con Dios era una forma muy cercana de entender la doctrina protestante, por lo que el cuadro de la Conversión de Caravaggio se debe entender a partir de este pensamiento.

### Historia
La obra de la Conversión de San Pablo es creada a partir de un encargo por parte del Monseñor Tiberio Cerasi, tesorero general del papa Clemente XVIII, al pintor Michelangelo Merisi da Caravaggio el 24 de septiembre de 1600 junto con La Crucifixión de San Pedro. Los trabajos fueron destinados a la capilla de Tiberio Cerasi en la iglesia de Santa María del Popolo. La pintura que se encuentra actualmente en dicha iglesia es la segunda versión.
En el contrato del encargo se indicaba que Caravaggio pintaría dos paneles de ciprés de diez palmas de alto y ocho de ancho, donde serían representadas La Conversión de San Pablo y El martirio de San Pedro. Este documento constataba que el trabajo sería realizado en ocho meses. Sin embargo, Caravaggio termina el trabajo tiempo después de la muerte del Monseñor Tiberio Cerasi (3 de mayo de 1601) siendo instaladas en la iglesia el primero de mayo de 1605.

## Descripción de la obra

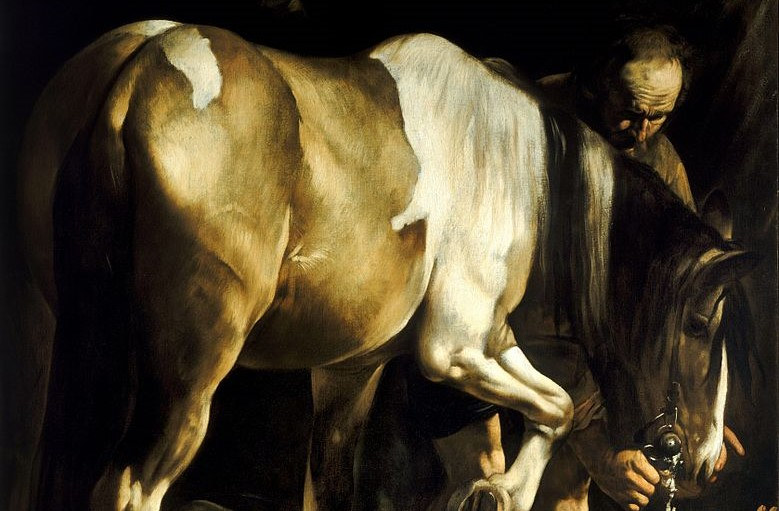
La conversión de San Pablo en el camino a Damasco - El caballo levanta la pata delantera para no pisar a Saulo. A su derecha se encuentra un criado quien se encarga del caballo.

La obra contiene un gran impacto dramático debido a su concentración y comprensión de las formas que se encuentran dentro, así como su composición, siendo de gran impresión para su tiempo y futuras generaciones. También cuenta con una gran impregnación del misticismo de los movimientos religiosos de aquella época.
La pintura de Caravaggio presenta de forma visible la historia que nos cuenta San Pablo: Saulo, un soldado arrogante que perseguía a los cristianos una tarde del medio día, de camino a otra ciudad, es derribado del caballo en el que viajaba por una luz poderosa al mismo instante en que escuchaba la voz de Dios diciendo: Saulo, ¿por qué me persigues?”. Éste, queda ciego por varios días recuperando la vista de forma milagrosa gracias a los cuidados que le otorga la comunidad cristiana. A causa de este hecho, se convirtió al cristianismo cambiándose el nombre a Pablo.
En la obra se observa el caballo, quien acapara la atención a la primera vista del espectador llenando 3 cuartas partes del cuadro. Se representa con la cabeza baja y ojos tristes, actitud que se asemeja a la del criado que se encuentra del lado derecho sosteniéndolo. Tiene la pata levantada para no pisar a Saulo, hombre representado de forma acostada en el suelo con las piernas semiflexionadas y los brazos levantados, ya que es el momento en el que ha recibido la Conversión. Se representa con los ojos cerrados, al igual que en la pintura de Miguel Ángel, pues se entiende que es a causa de la gloria de la luz, que es quien lo ha derribado, absorto del mundo y en sintonía con Cristo.

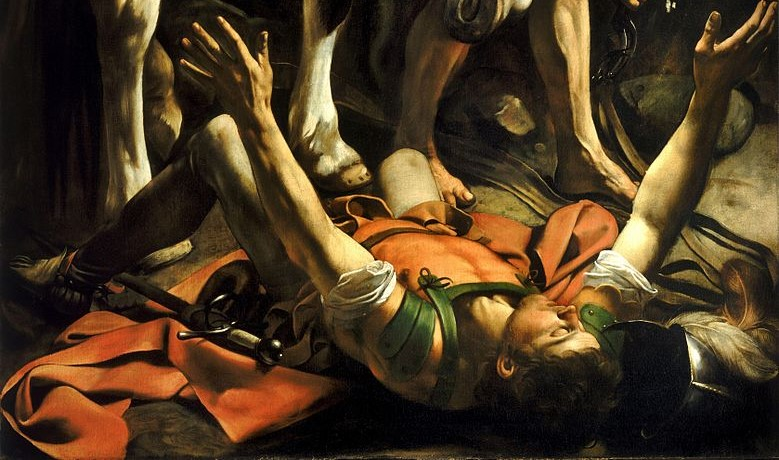
La conversión de San Pablo en el camino a Damasco. Saulo siendo derribado por la luz divina. Brazos levantados y ojos cerrados.

En la pintura está la forma en que Caravaggio hace manejo de la luz le otorga un gran realismo a la obra. La luz está proyectada desde fuera del recuadro, de una fuente inexacta, pero que transforma la realidad. Es aquí donde Caravaggio hace uso del tenebrismo puesto que no afirma si la obra está ubicada en el momento oscuro del día a pesar de que en la historia se nos dice que sí, sin embargo, el pintor exalta la representación de los contrastes violentos de la luz y la sombra. Debido a esto es criticado pues en un inicio se creyó que había ciertos elementos que vulgarizaban la obra, aun así, lo que Caravaggio pretendía era mostrar la existencia de lo divino en la vida banal.
Caravaggio en esta obra usa colores claros y sencillos que destacan ante los grises representados en el caballo y el criado, así como el fondo absolutamente negro.
La figura de Saulo posiblemente está inspirada en el cartón que hizo Rafael para el tapiz del Vaticano en Roma La conversión de San Pablo, ya que también aparece tumbado con los brazos abiertos y levantados al momento de recibir la conversión.
En la obra de Caravaggio se observa cómo Saulo establece una comunicación con Cristo sin ningún intermediario, actitud presentada en los libros de devoción de los siglos XIV y XV; “…pretendían dirigir el espíritu humano hacia una armonía perfecta con el orden trascendental del universo”. (pag. 566) Este aspecto lo comparte con Miguel Ángel, pues los dos pintan lo sobrenatural de una forma intangible, pero entendible para la razón.